# Amblytropidia corumbae
Amblytropidia corumbae är en insektsart som beskrevs av Bruner, L. 1911. Amblytropidia corumbae ingår i släktet Amblytropidia och familjen gräshoppor. Inga underarter finns listade i Catalogue of Life.